# オークランド動物園 (アメリカ合衆国)
オークランド動物園（オークランドどうぶつえん、英語：Oakland Zoo）はアメリカ合衆国カリフォルニア州オークランドにある動物園である。オークランド動物園は比較的小さな動物園(100エーカー、.40 km²)ではあるが、近代的な展示がなされている。動物たちは比較的自然の状態に近い環境で飼育されている。この動物園はゾウの展示で有名でその自由に歩きまわれるよう設計され、高い評価を受けている。

## 初期
開園は1922年でヘンリーA.スノーにより設立された。その後何度か移転し、最終的に1939年にドゥーラントパークに引っ越してきた。カリフォルニア州立公園委員会会長ジョセフR.ノーランド主導の下カリフォルニア州により土地の購入が行われ、1950年にはジョセフノーランド州立動植物公園に改名された。オークランド動物園はヘンリースノーの息子、シドニーにより1939年に設立されたEBZSと深い関係を築いていた。このころはアラメダ郡動植物学会として知られていた。

## 動物園としての成長
EBZSはオークランド動物園の展示に大きな影響を及ぼしているが、それは1958-1965年の動物園の大きな進化の後からだった。EBZSの努力によりお金が様々なプロジェクトに使用された。
1982年にEBZSはオークランドと非営利団体として動物園を管理、そして発展させることで合意し、その後動物園はどんどん発展していった。1985年にはジョエルパロットをエグゼクティブディレクターとして採用した。その後マントヒヒやチンパンジーのものなどを含む多くの新しい展示が造られ、ゾウの展示は1987年に造られた。マレーグマの展示は1995年に完成し、アニマルプラネットの番組、究極の動物園で取り上げられたことがある。ゾウやキリン、ハイエナなどが飼育されているアフリカンサバンナは1998年に完成した。
2001年の秋にはリスザルの展示が新しく造られたトラの展示に隣り合って造られた。2007年の春には4匹のヒトコブラクダが今までの場所から新しく広い囲いに移動された。
2009年、EBZSは不況の影響により収益が減少し、オークランド市からの補助金を受け取っている。

## 子供用のエリア
2005年の夏には3エーカーの広さの子供用エリアがオープンした。このエリアは子供たちが動物たちと触れ合えるよう設計されている。このエリアには人懐っこいヤギや羊、ワオキツネザル、ワニなどが展示されている。

## ティーンワイルドガイド
毎週末、ティーンワイルドガイドと呼ばれる12.5-18歳のボランティアが子供用エリアに来て、担当している動物たちについていろいろなことを教えている。

## プレイグラウンド
動物園のすぐそばには小さなプレイグラウンドがあり、ゾウの滑り台やかばのトンネル、背中に乗れる亀、そしてキリンかラクダか判別がつかない壁のぼりの4つの遊具が設置されている。

## 飼育動物
オークランド動物園は440種以上の動物・昆虫を飼育している。 この動物園には 850 頭以上の在来動物と外来種の動物が生息しており、AZA のメンバーです。
哺乳類
- マレーグマ
- マントヒヒ
- ボブキャット
- バイソン
- チンパンジー
- ヒトコブラクダ
- ニホンジカ
- ゾウ
- キリン
- ミーアキャット

など
鳥
- フラミンゴ
- ワライカワセミ
- オウム
- 白鷺

など
爬虫類・両生類
- スジオナメラ
- アナコンダ
- 亀

など
節足動物
- セアカゴケグモ

など
- ゾウ
- キツネザル
- ライオン
- コウモリ
- トラ
- エメラルドツリーボア
- ケヅメリクガメ